# جيل (عين العرب)
جيل  قرية سوريّة تتبع إداريّاً لمحافظة حلب منطقة عين العرب ناحية مركز عين العرب، بلغ تعداد سكانها 347 نسمة حسب التعداد السكاني لعام 2004.